# Автошлях М 01
Автошлях М 01 (Київ — Чернігів — Нові Яриловичі (державний кордон з Білоруссю)) — автомобільний шлях міжнародного значення на території України. Проходить територією Київської і Чернігівської областей, а також міста Києва. Збігається з частиною Європейського автомобільного шляху E95 (Санкт-Петербург — Київ — Одеса — Самсун — Мерзифон) та частиною європейського автошляху E101 (Москва — Брянськ — Глухів — Київ). Частина пан'європейського транспортного коридору № 9.

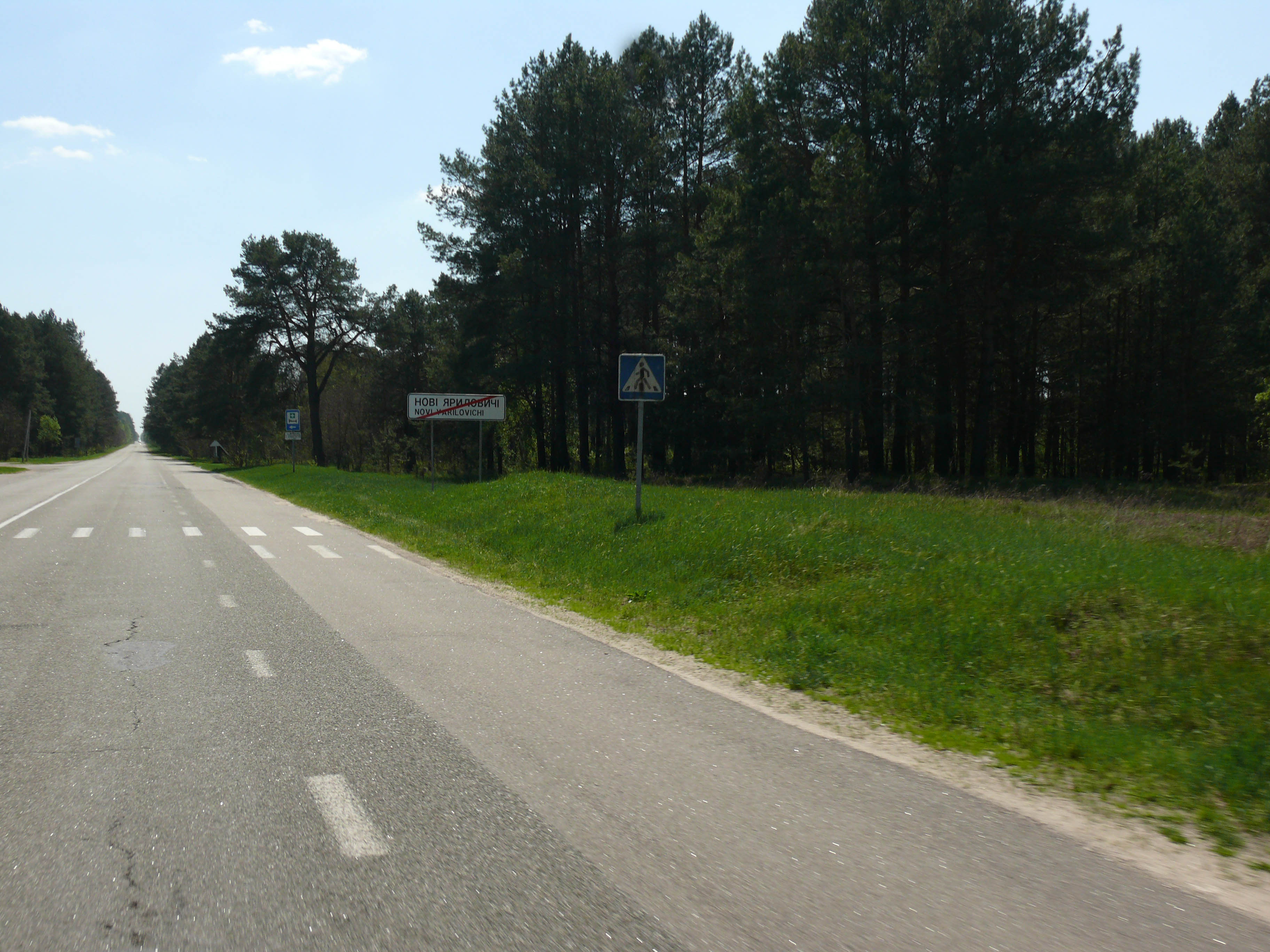
М 01 на виїзду з Нових Яриловичів

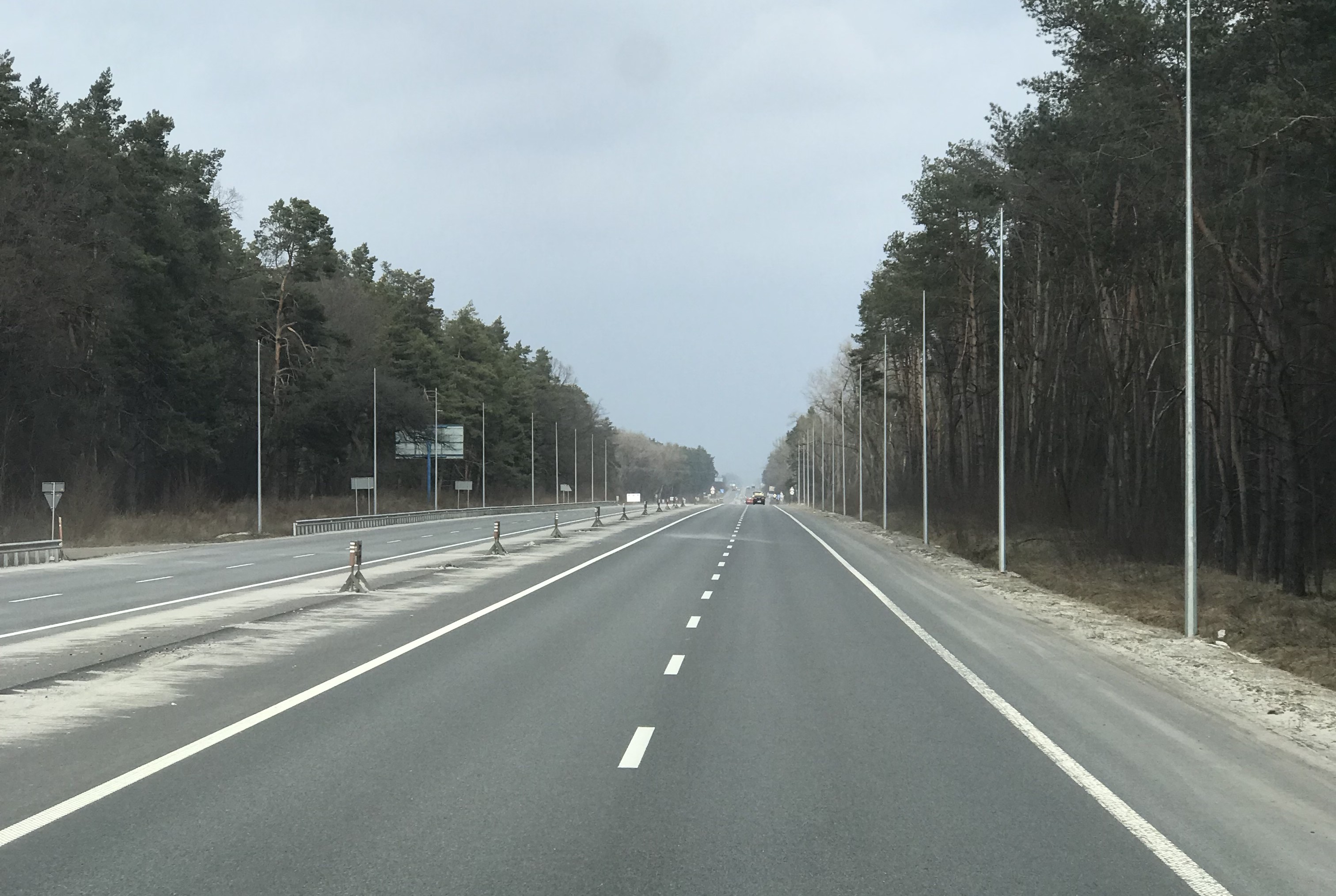
Автошлях М 01 біля Залісся

Починається в Києві, проходить через Чернігів і закінчується на контрольно-пропускному пункті «Нові Яриловичі», який веде до Гомеля в Білорусі.

## Загальна довжина
Київ — Чернігів — Нові Яриловичі (на м. Гомель) — 241,9 км.
Під'їзди:
Південний під'їзд до м. Чернігова — 11,9 км.
Північний під'їзд до м. Чернігова — 1,1 км.
Східний під'зд до м. Броварів — 4,8 км.
Загальна протяжність автошляху — 259,7 км.

## Маршрут
Автошлях зокрема проходить через населені пункти:
| Автошлях М 01        |                              |
| Київ                 | Броварський проспект         |
| Київська область     |                              |
| Броварський район    |                              |
| Бровари              | Р03Н07                       |
| Калинівка            |                              |
| Скибин               |                              |
| Залісся              |                              |
| Семиполки            | Т 1004                       |
| Чернігівська область |                              |
| Чернігівський район  |                              |
| Калитянське          |                              |
| Сираї                |                              |
| Єрків                |                              |
| Гарбузин             |                              |
| Козелець             | Т 2535                       |
| Лемеші               |                              |
| Кіпті                | Т 1008E101М02                |
| Прогрес              |                              |
| Красилівка           | Т 2553                       |
| Топчіївка            | Т 2501                       |
|                      | Т 2547                       |
| Красне               |                              |
| Ягідне               |                              |
| Іванівка             |                              |
| Количівка            | Р67                          |
| Чернігів             | Київське шосе, проспект Миру |
| Шестовиця            |                              |
| Киїнка               | Р69Р56                       |
| Павлівка             |                              |
| Новий Білоус         |                              |
| Кошівка              | Т 2506                       |
| Рівнопілля           |                              |
| Великі Осняки        |                              |
| Вербичі              |                              |
| Голубичі             |                              |
| Ріпки                | Р83                          |
|                      | Т 2554                       |
| Нові Яриловичі       | Т 2507                       |
| КПП «Нові Яриловичі» | Білорусь (Гомель) М8Е95      |

## Російське вторгнення в Україну (2022)
На початку квітня 2022 року, після бойових дій на території Київської та Чернігівської областей російські окупанти залишили чимало вибухівки у найнесподіваніших місцях. Після ретельного обстеження та розмінування шляхів і зруйнованих мостів, дорожники розпочали відновлювати автошлях, в ході яких прибрано від брухту, повалених дерев та іншого непотребу. Біля мостів були зведені тимчасові переправи та розібрані підірвані штучні споруди.
Станом на 13 квітня 2022 року 15 км головної «дороги життя» Чернігівщини, автошлях М-01 (Київ — Чернігів), повністю очищено від знищеної військової техніки та сміття. Також наведено чистоту на окремих ділянках автошляху Р56 (Чернігів — Славутич). 
Чернігівщина стала одним із пріоритетних напрямків роботи дорожників. Для забезпечення проїзду було залучено 35 робітників підрядних організацій та 21 одиниця спецтехніки.